# Operace Wolfram
Operace Wolfram byl krycí název pro paradesantní výsadek vyslaný během druhé světové války z Anglie na území Protektorátu Čechy a Morava. Štábem pro vybudování branné moci ( Šestičlenná skupina byla v celém programu činnosti Zvláštní skupiny D jistou výjimkou. Velitel kpt. Josef Otisk, zástupce rt. Vladimír Řezníček, zpravodajský důstojník rt. Josef Černota, zásobovací důstojník rt. Josef Bierský, rt. Karel Svoboda radiotelegrafista a četař Robert Matula - přijímací důstojník pro další výsadky, radiostanice OLGA. Byla to první a jediná skupina své třídy - byla výsadkem bojovým. Operačním letem v noci z 13. na 14. září 1944 byl WOLFRAM dopraven do prostoru působení. Místo na Lysou horu byla skupina vysazena v prostoru Nytrová - Kotly. Přistání nebylo zcela úspěšné. Bierský, Svoboda a Otisk, kteří seskakovali v prvním průletu se na ploše neshromáždili. Bierskému a Řezníčkovi ( skákali v druhém průletu) se utrhly nožní zásobníky. Bierský sám byl větrem snesen mimo doskokovou plochu a krátce po přistání se dostal do přestřelky s hlídkou pohraniční policie u Bílého Kříže. Zastřelil dva četníky a rychle se orientoval v terénu, který důvěrně znal. Tuto výhodu měli i Matula s Řezníčkem.
Nejhůře z celé skupiny dopadl rotný Svoboda. V neznámém terénu ztratil orientaci. Zakopal sice v blízkosti doskokové plochy část svého operačního materiálu včetně radiové stanice, ale příliš dlouho hledal skupinu v okolí místa seskoku a nakonec byl zatčen 19. 9. 1944 v Morávce u Horákova hostince a předán gestapu. Při výsleších vydal gestapu radiovou stanici, ale zůstal odmítavý k návrhům na spolupráci s gestapem. Nakonec byl uvězněn v koncentračním táboře Flossenburgu, kde se dožil konce války.
Zajetím rt. Svobody a utržením nožních zásobníků ztratil WOLFRAM ještě před zahájením bojové činnosti jednoho ze svých mužů a více než polovinu operačního materiálu. Ztráta radiového kompletu byla nenahraditelná a tak se WOLFRAM plně věnoval hledání kontaktů k domácímu odboji v naději, že se touto cestou podaří informovat VRÚ a zpravodajský odbor v Londýně. Koncem září se podařilo navázat kontakt na RADU TŘÍ a CALCIUM a podat zprávu do Londýna, který však byl k těmto zprávám nedůvěřivý. Také pokusy o informaci Londýna prostřednictvím skupin CLAY a CARBON stihl stejný osud. Komplikovaná situace WOLFRAMU tak zůstala nevyřešena a parašutisté se museli postarat sami o sebe. 9. 11. 1944 se WOLFRAM přesunul k Řezníčkovým rodičům do Kunčic pod Ondřejníkem a koncem listopadu přijal velitel skupiny konečné rozhodnutí k odchodu WOLFRAMU z operačního prostoru v Beskydech. Pozdější události naznačují, že šlo o rezignaci na původně stanovený úkol.
Na jaře 1945 začal WOLFRAM připravovat diverzní činnost na střední Moravě. Koncem února byli vysláni rt. Černota rt. Řezníček na průzkum do okolí Buchlova v naději, že objeví stopy po činnosti paradesantů CLAY a CARBON nebo partyzánské skupiny OLGA. Dostali se však do kontaktu a provokatérskou skupinou „ Lexa-Černý“, od které se jim podařilo po jejím prověření včas odpoutat.
Hodnocení WOLFRAMU je problematické. Z rigorózního hlediska vzato, svůj úkol nesplnila. Ač sama podstoupila několikrát rozhodný boj, šlo převážně o akce vynucené iniciativou německou. Zcela pak rezignovala na původně stanovené řídící a velitelské poslání. Posuzováno objektivnějším pohledem, byl WOLFRAM na své poslání organizačně i materiálně slabě vybaven. Se svými šesti muži, jedinou radiostanicí, mohl těžko konkurovat organizačním skupinám této třídy působících v režii sovětů. Původně stanovený úkol byl příliš široký a pro WOLFRAM těžko splnitelný. Reálné poměry na moravsko-slovenském pomezí donutily skupiny jednat tak jak jednala. Přesněji řečeno je tak zhodnotil její velitel, který setkání s tehdejší realitou poněkud podlehl a ostatní se jeho rozhodnutí podřídili.

## Složení a úkoly
Desant tvořili kapitán Josef Otisk, rtn. Josef Bierský, rtn. Josef Černota, rtn. Vladimír Řezníček, radista rtn. Karel Svoboda a četař Robert Matula. Jejich úkolem bylo s použitím vlastního materiálu provádět sabotážní činnost na území Moravy, popř. Slovenska, dále likvidovat významné konfidenty a udržovat spojení s Londýnem, provádět partyzánskou činnost a zároveň organizovat další partyzánské oddíly. Pro komunikaci s Londýnem byli vybaveni radiostanicí s krycím názvem Olga (či Jindra). 
Jako jediný z výsadků vyslaných z Londýna neměl plnit zpravodajské, ale sabotážní úkoly a organizovat a provádět partyzánskou činnost. Jednalo se o výraz dobré vůle vůči Sovětskému svazu a jeho požadavku po větší partyzánské činnosti na území Protektorátu (exilové velení československé armády se k této činnosti stavělo dost skepticky).

## Činnost
Desant seskočil při dvou průletech 14. září 1944 poblíž osad Nytrová a Kotly v obci Morávka v okrese Frýdek-Místek. Při seskoku došlo k rozptýlení členů skupiny. Později se skupina s výjimkou Svobody sešla na smluveném místě. Svoboda zabloudil a po pěti dnech byl zadržen četníky a předán gestapu, tomu se z něj podařilo dostat informace o zakopaném materiálu, více však neprozradil a na radiovou protihru gestapa nepřistoupil. Skončil v koncentračním táboře Flossenbürg, ve kterém se dožil konce války.
Skupině se podařilo kontaktovat Radu tří a další paraskupiny (Calcium, Clay a Carbon). Jejich prostřednictvím odvysílali do Londýna žádost o odeslání materiálu, ale ústředí nic neposlalo, neboť se domnívalo, že desant pracuje pod kontrolou gestapa. Zároveň příslušníci Wolframu začali spolupracovat s 1. partyzánskou brigádou Jana Žižky v Beskydech a ruským výzvědným oddílem vedeným kapitánem Rudé armády Adamem Niščimenkem. Díky nim přes Moskvu do Londýna znovu odeslali žádost o materiál.
Dne 19. října byl jedním z partyzánů, Stanislavem Kotačkou, kvůli finančním prostředkům zavražděn a okraden rtn. Josef Bierský. Kotačka vše následně oznámil brněnskému gestapu. Velitel skupiny kpt. Otisk nařídil odpoutání od partyzánů, neboť se partyzánský oddíl stal cílem dalších konfidentů, Jaroslava Mezla (udal lesníky, kteří partyzánům pomáhali) a Marie Riplové (kterou ale partyzáni odhalili a popravili). Přibrali i šestici partyzánů včetně vraha Bierského. Krátce na to byl partyzánský oddíl rozprášen a samotná skupina zaměřena. Po úplném odpoutání od partyzánů se jim podařilo vyklouznout z německého obklíčení. Dostali se do Líšně u Brna, kde u Otiskových příbuzných přečkali zimu. 
V březnu 1945 v lesích na jihovýchodní Moravě zorganizovali z českých vlastenců, uprchlých sovětských zajatců a zbytku dvou ruských paraskupin partyzánský oddíl. Zbraně získali přepadem německého stanoviště 13. dubna 1945 a začali provádět ozbrojené útoky a drobné sabotáže na ustupujících německých jednotkách mezi Brnem a Vyškovem. Začátkem května 1945 se skupina spojila s postupující Rudou armádou a ukončila svou činnost.